# Кабелен канал
Кабелен канал е съоръжение, изработено от метал или пластмаса и служещо за прокарване на електрически захранващи и телекомуникационни кабели (включително изработени от оптични влакна), които е нужно да бъдат защитени от външната среда механично, или херметически.